# Uttenhofen (Rosengarten)
Uttenhofen ist seit 1972 ein Ortsteil der Gemeinde Rosengarten im Landkreis Schwäbisch Hall.  Der Ort ist Sitz des Rathauses mit der Gemeindeverwaltung und dem Gemeindebauhof.

## Geographie
Uttenhofen liegt in Luftlinie etwa fünf Kilometer südlich der Kreisstadt Schwäbisch Hall auf dem flachen Höhenrücken zwischen dem im Osten in Mäandern nordwärts laufenden, tiefen Muschelkalktal des Kochers und der flacheren, im Westen des Dorfes südostwärts zum Kochertal strebenden Talmulde der Bibers. Die umgebende flachhügelige Landschaft wird Rosengarten genannt, sie ist Teil der inneren Stufenrandbucht des aus den Keuperbergen austretenden Kochers, welche fast reihum von raueren Waldbergen umschlossen ist.
Durch Uttenhofen läuft die Bundesstraße 19 auf ihrem Abschnitt von Schwäbisch Hall nach Gaildorf im Süden. In dieser Richtung beginnt weniger als einen halben Kilometer nach der Ortsgrenze der größte Teilort Westheim der Gemeinde. Im Westen liegt rund einen Kilometer entfernt der fast gleich große Teilort Rieden.
In der Nachkriegszeit entstanden die Neubaugebiete Hummelsweg, Häuslesäcker und Schollenäcker.

## Geschichte
Eine historische Namensform ist Uttenhoven (1338). Sie geht vermutlich auf einen Personennamen zurück. Ab dem Jahr 1338 sind Bürger aus Schwäbisch Hall (von Tullau, von Sanzenbach, Stieber, Swob) mit Besitz in Uttenhoven belegt. Im Jahre 1451 erwarb Heinrich Berler neun Güter von der Pfalz als Lehen. Diese Lehenschaft stammt vermutlich aus Weinsberger und staufischem Vorbesitz. Nach 1516 erwarb Schwäbisch Hall vollständig  die gesamte Ortschaft und errichtete im Jahre 1637 eine „Wöhrzoll“-Stätte. Im Jahre 1741 zerstörte ein Großbrand 41 Bauwerke. Ein früherer Brand, der in der Literatur erwähnt wird und der am 21. Oktober 1572 stattfand, vernichtete ebenfalls 41 Gebäude. Uttenhofen unterstand dem Schwäbisch Haller Amt Rosengarten und gelangte in den Jahren 1802/03 nach Württemberg. Die Sigismundkapelle wurde „um 1400 erbaut.“
Am 1. Januar 1972 wurden Uttenhofen, Rieden und Westheim durch die Gebietsreform in Baden-Württemberg zur neuen Gemeinde Rosengarten zusammengeschlossen.

## Demografie
Uttenhofen ist mit 883 Einwohnern die zweitgrößte Ortschaft in Rosengarten.